# エスキビアン
エスキビアン （Esquibien、ブルトン語:An Eskevien）は、フランス、ブルターニュ地域圏、フィニステール県の旧コミューン。2016年1月1日、オディエルヌと合併した。

## 地理
コミューンは、北から南までの距離が6560mである。砂浜が4箇所あり、トレ・ゴアレム（Trez Goarem）の砂丘はフランス沿岸保護区となっている。

## 歴史
コミューンの歴史は1110年に始まる。
17世紀、村はコミューンの南部であるトレ・ゴアレム砂丘にあった。しかし高波で村全体が破壊され、村の中核となる部分や教会はそっくり北に移転することになった。

## 人口統計
| 1962年 | 1968年 | 1975年 | 1982年 | 1990年 | 1999年 | 2006年 | 2010年 |
| ------ | ------ | ------ | ------ | ------ | ------ | ------ | ------ |
| 2011   | 1955   | 1957   | 1970   | 1911   | 1611   | 1556   | 1605   |

参照元:1999年までEHESS、2000年以降INSEE

## 経済
オディエルヌ湾に面しサン島に近いため、エスキビアンのサンティヴェット港はサン島への乗船地であり、観光のポイントとなっている。

## 姉妹都市
- ビルナ、アイルランド